# ステレオスコピア (小惑星)
ステレオスコピア (566 Stereoskopia) は小惑星帯の小惑星である。パウル・ゲッツによってハイデルベルクのケーニッヒシュトゥール天文台で発見された。
天文学者が小惑星などの天体を観測するための道具であるステレオコンパレータ（ドイツ語ではstereoscope）に因んで命名された。